# Sötét tejelőgomba
A sötét tejelőgomba (Lactarius turpis) a galambgombafélék családjába tartozó, Európában és Nyugat-Szibériában honos, lombos erdőkben, fenyvesekben élő, nem ehető gombafaj. 

## Megjelenése
A sötét tejelőgomba kalapja 7-18 cm széles, alakja kezdetben domború majd ellaposodik, közepe benyomott lesz; néha egy kis púpja megmarad, Színe olajzöld, olajbarna, néha szinte feketészöld. Az idősebb gomba esetében csak a közepe és néhány körkörös sáv marad ilyen sötét, egyébként zöldes bronzosra, okkeresre fakul. Széke begöngyölt. Felszíne fiatalon nedves időben kissé ragadós, majd fénytelen, sima, csak a kalap pereme szöszös, molyhos, de az is gyorsan lekopik.
Húsa kemény , merev, színe fehéres vagy szürkésfehér. Sérülésre fehér, olívbarnásan száradó tejnedvet ereszt. Szaga nem jellegzetes, íze csípős, kesernyés.
Sűrű lemezei tönkhöz nőttek vagy kissé lefutók. Színük krémszínű vagy halvány sárgásbarna, barnán foltosodhat. Sérülésre bőséges fehér tejnedvet eresztenek. 
Tönkje 3-3,5 cm magas és 1-1,8 cm vastag. Alakja hengeres, belül üregesedik. Felszíne síkos vagy fényes, színe a kalappal egyezik, de kissé zöldesebb, lehet sötéten foltos.
Spórapora halvány krémszínű. Spórája majdnem gömb alakút vagy elliptikus, felszíne tüskés, köztük hálózatos összeköttetéssel; mérete 6,5-8 x 5,5-6,5 µm. 

### Hasonló fajok
Jellegzetes külsejű gomba, esetleg a zöldes tejelőgombával lehet összetéveszteni.   

## Elterjedése és termőhelye
Európában és Nyugat-Szibériában honos. 
Lombos és vegyes erdőkben él, főleg nyír és luc alatt. Augusztustól októberig terem. 
Nem ehető, bár Észak-Európában és Szibériában fűszerként más gombák közé keverik vagy pácolják. Nekatorint tartalmaz, amelyről feltételezik, hogy rákkeltő.   

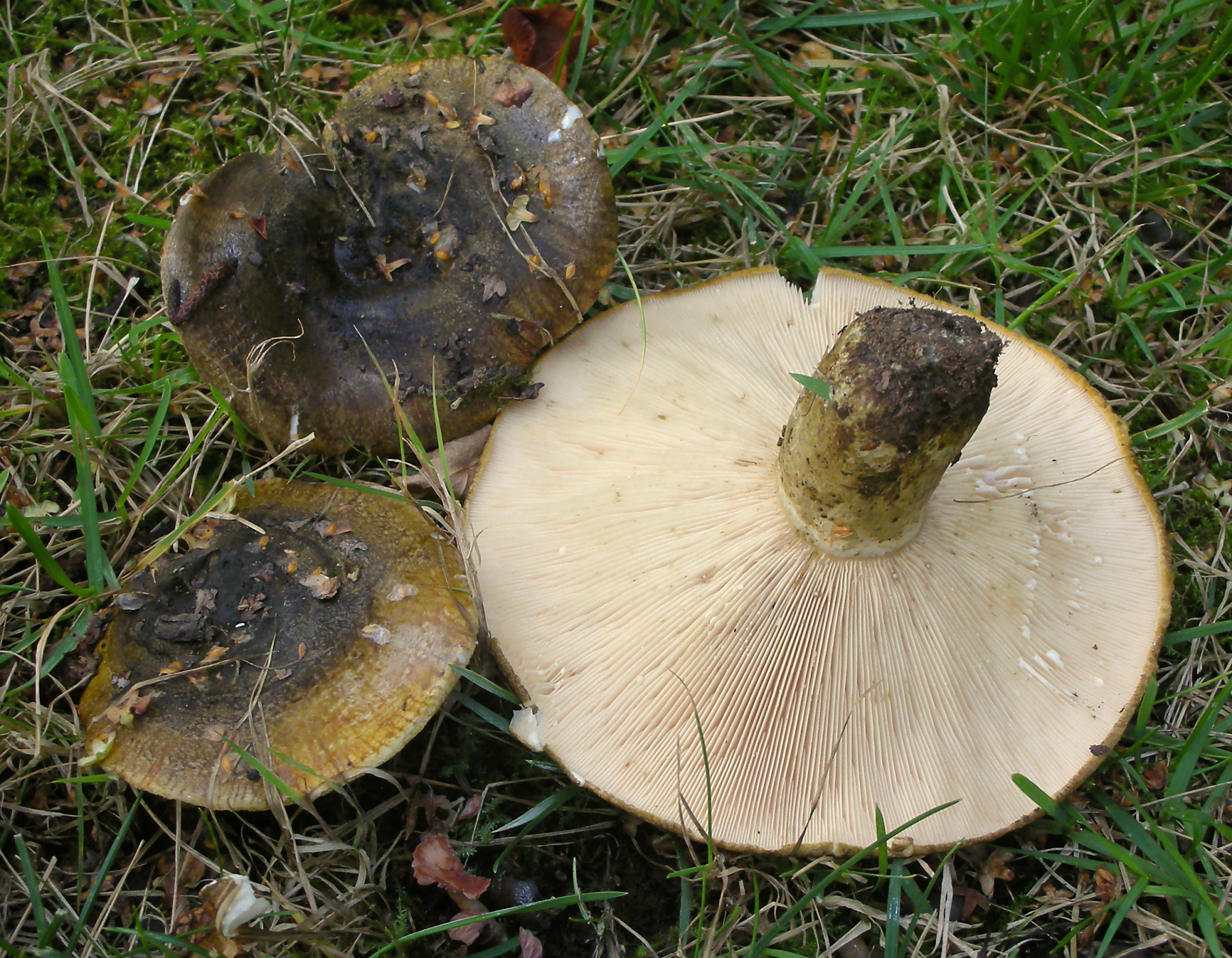
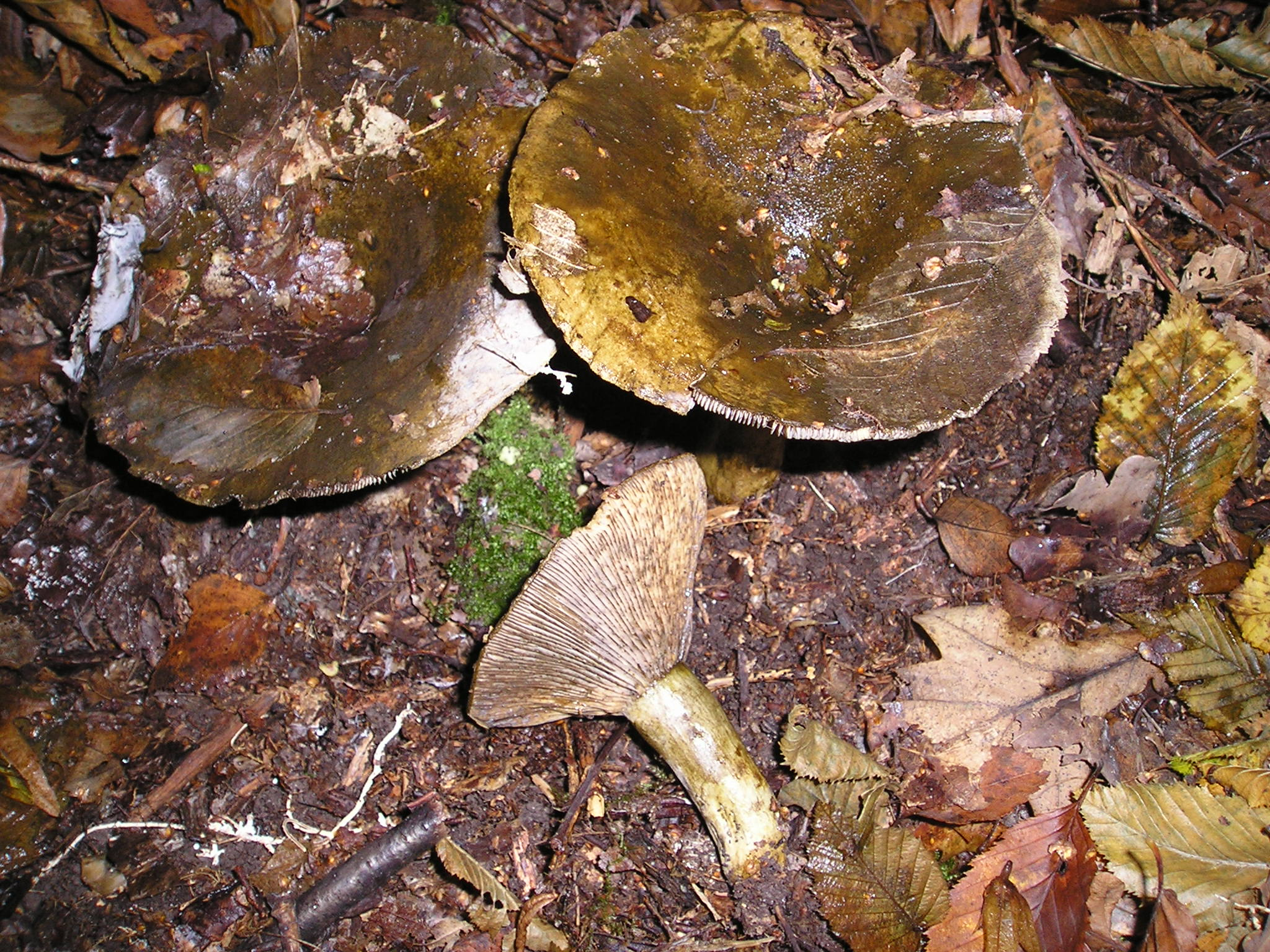
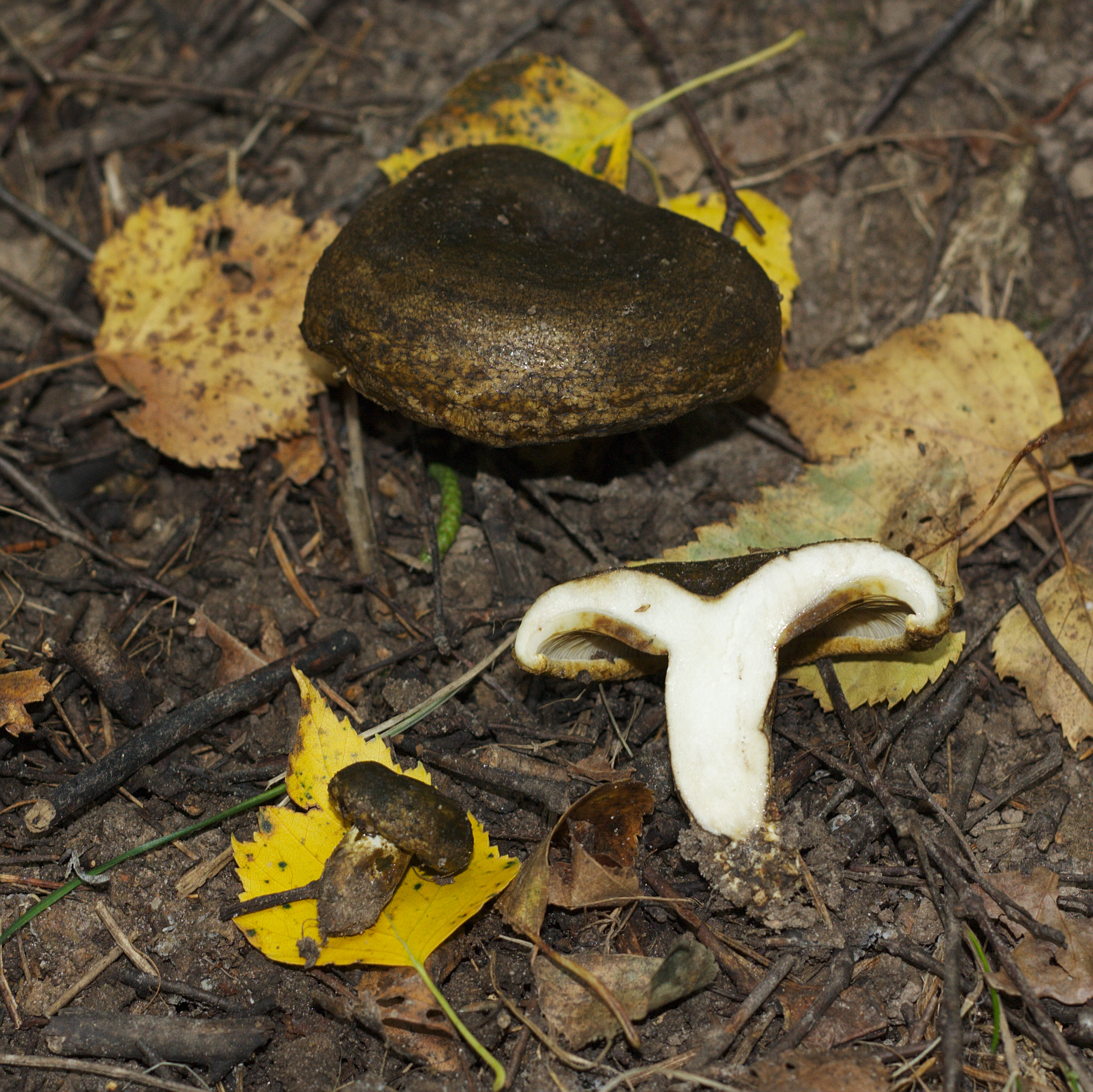
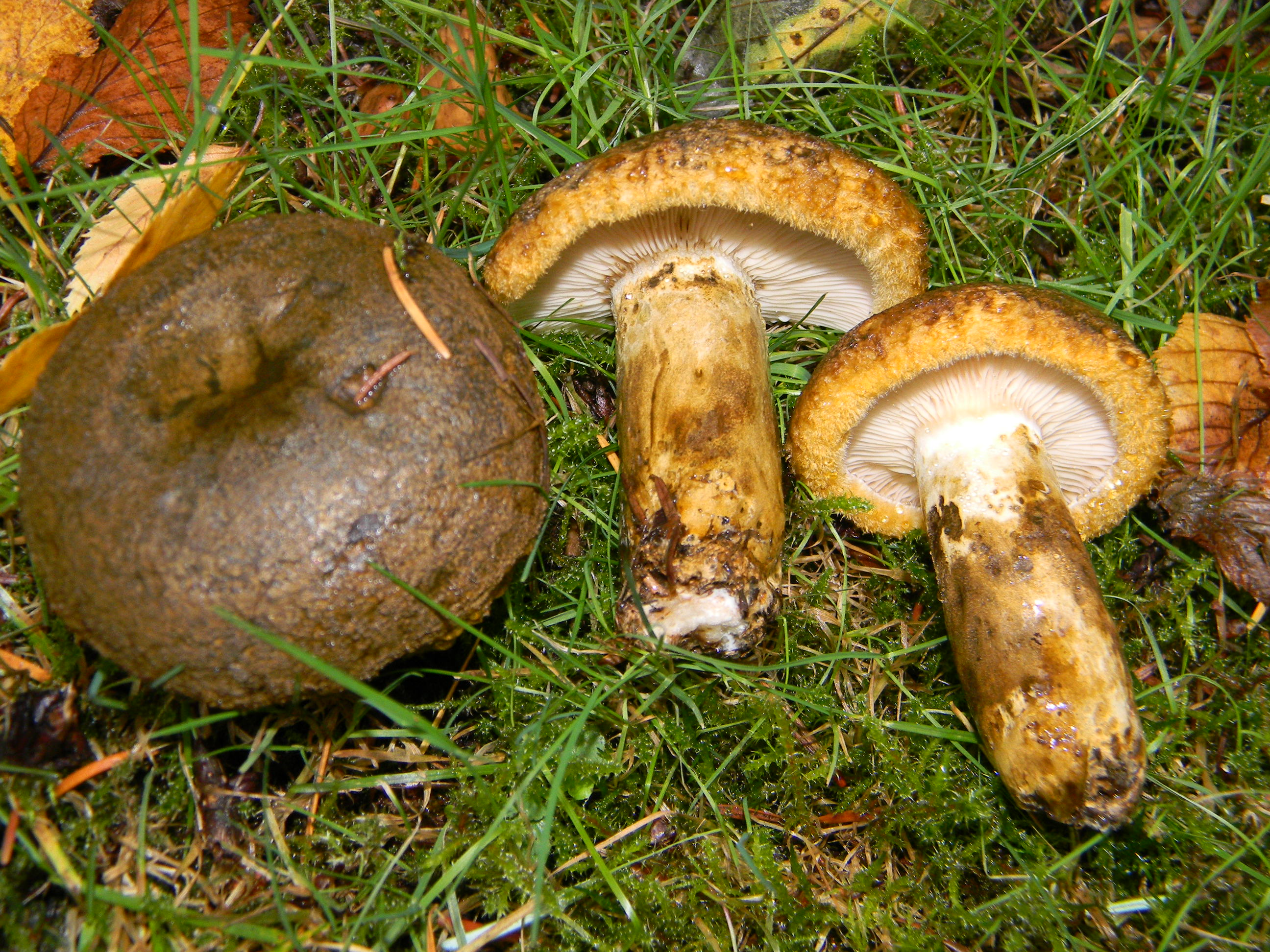
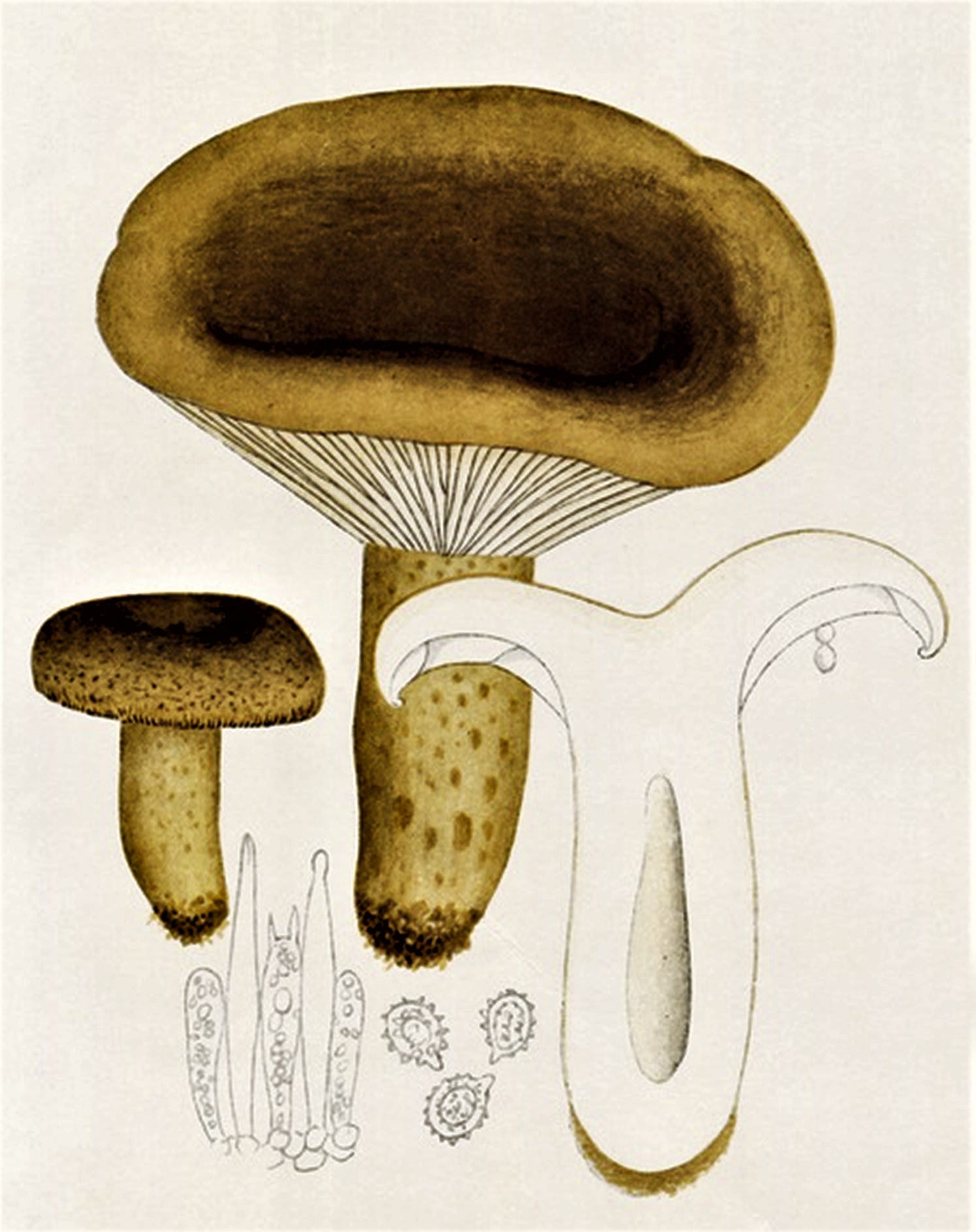